# 宁芙与萨堤尔
《宁芙与萨堤尔》（法文: Nymphes et Satyr），是法国画家威廉·阿道夫·布格罗创作于1873年的一幅油画。该画显示了希腊神话里的几个女精灵宁芙劝说萨堤尔下水玩耍的情景。现收藏于美国麻萨诸塞州威廉斯敦的克拉克艺术中心 (Sterling and Francine Clark Art Institute,  Williamstown, Massachusetts)。